# Leo Nardus
Leonardus (o Leo) Nardus, nato Salomon (Utrecht, 5 maggio 1868 – La Marsa, 12 giugno 1955), è stato uno schermidore e falsario olandese, vincitore di una medaglia di bronzo nella scherma ai giochi olimpici.
Fu anche campione internazionale di scacchi, pittore orientalista e soprattutto falsario dalla vita avventurosa e lussuosa.

## I falsi Van Gogh
Genero del mercante di articoli d'arte Bourgeois (presso cui si riforniva anche Van Gogh), Leo Nardus aprì con il figlio Stephen gallerie d'arte a Parigi e a New York, dove si distinse per i suoi modi convincenti e garbati. Tra l'ultimo decennio dell'800 e il primo del '900 vendette al collezionista americano Widener e ad altri di Filadelfia ben 93 opere, fatte passare come capolavori del Rinascimento italiano e olandese, ma poi risultate per la maggior parte false.
Leo Nardus in gioventù collaborò con Theo Van Wijngaarden, restauratore e falsario operante ad Amsterdam, il quale a sua volta aveva trasmesso i suoi trucchi a Han van Meegeren, diventato poi il più noto falsario di Veermeer.
Solo recentemente è stato scoperto che aveva messo in commercio anche false opere di Van Gogh. Antonio De Robertis, seguendone le tracce sul catalogo generale De La Faille e incrociando le provenienze di tre opere (Moulin de la Gallette, Natura morta-vaso con papaveri e Frutteto in fiore), ha riscontrato alcune stranezze tipiche dei falsari. Ad esempio, tutte e tre insieme, queste opere furono presentate da un prestanome di Nardus, fattosi passare come Mister X (risultato poi essere il pittore M.H. Souget di Bussum), per essere vendute alla casa d'aste Frederick Muller ad Amsterdam nel 1917, secondo una prassi di riciclaggio di opere contraffatte molto usata dai falsari.